# Shōhei Suzuki
| Entdeckte Asteroiden: 23              | Entdeckte Asteroiden: 23 | Entdeckte Asteroiden: 23 |
| ------------------------------------- | ------------------------ | ------------------------ |
| Nummer und Name                       | Entdeckungsdatum         |                          |
| (6416) Nyukasayama                    | 14. November 1993        |                          |
| (6499) Michiko                        | 27. Oktober 1992         |                          |
| (6918) Manaslu                        | 20. März 1993            |                          |
| (7028) Tachikawa                      | 4. Dezember 1993         |                          |
| (7067) Kiyose                         | 4. Dezember 1993         |                          |
| (7353) Kazuya                         | 6. Januar 1995           |                          |
| (7891) Fuchie                         | 11. November 1994        |                          |
| (7892) Musamurahigashi                | 27. November 1994        |                          |
| (8100) Nobeyama                       | 4. Dezember 1993         |                          |
| (8200) Souten                         | 7. Januar 1994           |                          |
| (8530) Korbokkur                      | 25. Oktober 1992         |                          |
| (8551) Daitarabochi                   | 11. November 1994        |                          |
| (8702) Nakanishi                      | 14. November 1993        |                          |
| (9197) Endo                           | 24. November 1992        |                          |
| (9350) Waseda                         | 13. Oktober 1991         |                          |
| (9386) Hitomi                         | 5. Dezember 1993         |                          |
| (10171) Takaotengu                    | 7. März 1995             |                          |
| (10617) Takumi                        | 25. Oktober 1997         |                          |
| (10837) Yuyakekoyake                  | 6. März 1994             |                          |
| (13162) 1995 UK44                     | 22. Oktober 1995         |                          |
| (14036) 1995 EY7                      | 5. März 1995             |                          |
| (14037) 1995 EZ7                      | 5. März 1995             |                          |
| (37675) 1995 AJ1                      | 6. Januar 1995           |                          |
| - alle zusammen mit Masanori Hirasawa |                          |                          |

Shōhei Suzuki (jap. 鈴木 正平, Suzuki Shōhei) ist ein japanischer Astronom und Asteroidenentdecker.
Zusammen mit seinem Kollegen Masanori Hirasawa entdeckte er an der Mount Nyukasa Station (IAU-Code 408) zwischen 1991 und 1998 insgesamt 52 Asteroiden.